# O (kana)
お în hiragana sau オ în katakana, (romanizat ca o) este un kana în limba japoneză care reprezintă o moră. Caracterele hiragana și katakana sunt scrise fiecare cu trei linii. Kana お și オ reprezintă sunetul pronunție în japoneză [o].
Originea caracterelor お și オ este caracterul kanji 於.

## Variante
Minuscule de acest kana (ぉ și ォ) se folosesc în combinație cu alte kana ca să schimbă pronunția lor.

## Folosire în limba ainu
În limba ainu, katakana オ reprezintă sunetul [o].

## Forme
| Formă                                 | Rōmaji      | Hiragana                   | Katakana                   |
| ------------------------------------- | ----------- | -------------------------- | -------------------------- |
| Fără semne diacritice: o (あ行 a-gyō) | o           | お                         | オ                         |
| Fără semne diacritice: o (あ行 a-gyō) | ou oo, oh ō | おう, おぅ おお, おぉ おー | オウ, オゥ オオ, オォ オー |

## Ordinea corectă de scriere
|                                      |
| Ordinea corectă de scriere pentru お |

|                                      |
| Ordinea corectă de scriere pentru オ |

## Alte metode de scriere
- Braille:

| －・ ・－ －－ |

- Codul Morse: ・－・・・